# Edward Delaney
Pour les articles homonymes, voir Delaney.
Edward Delaney, né le 1er août 1930 à Claremorris et mort le 22 septembre 2009, est un sculpteur irlandais.
Ses œuvres les plus connues comprennent une statue de Theobald Wolfe Tone et un mémorial à la famine de 1967 à l'angle nord-est de St Stephen's Green à Dublin, ainsi qu'une statue de Thomas Davis au College Green, en face du Trinity College de Dublin.

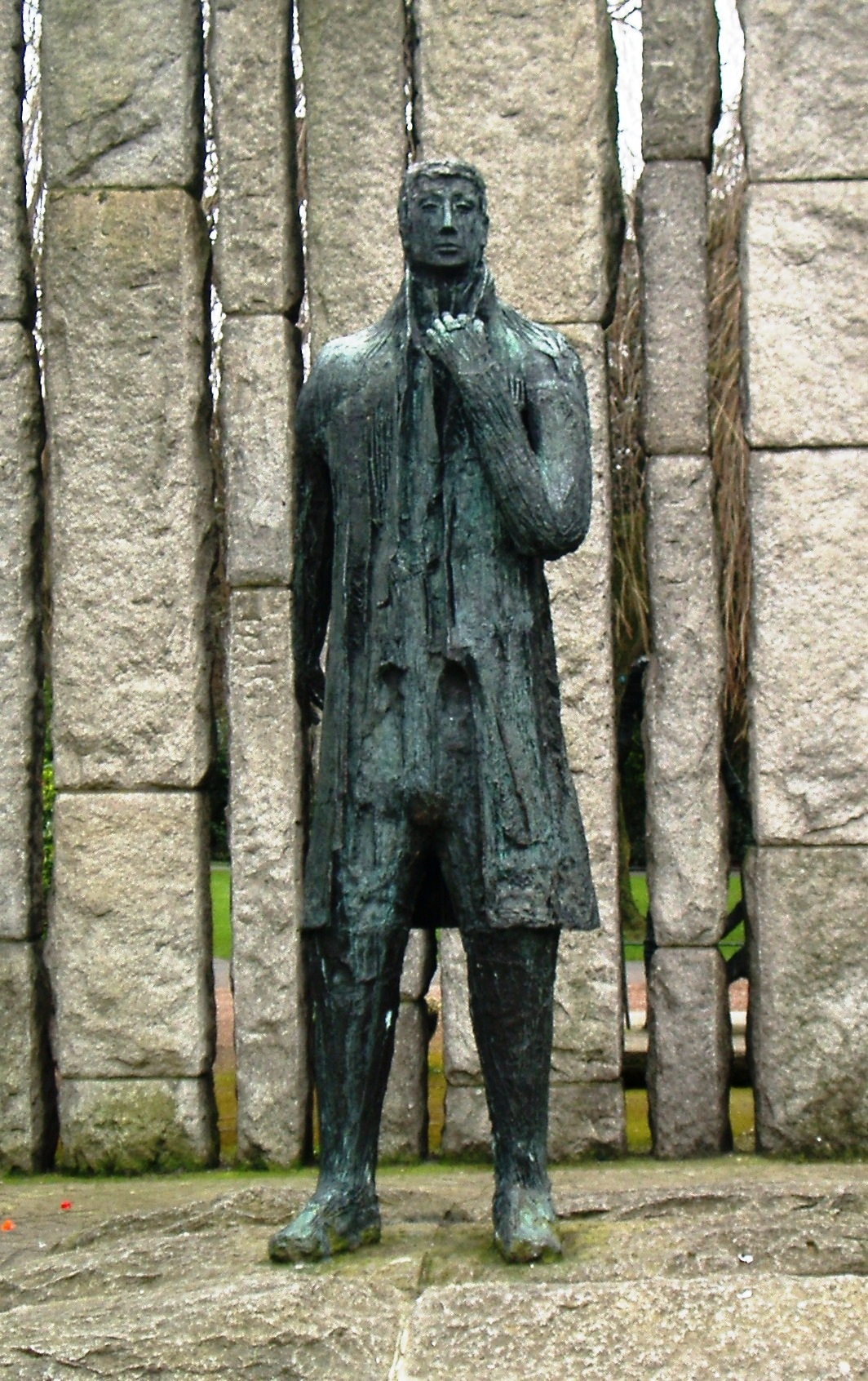
Statue de Theobald Wolfe Tone.
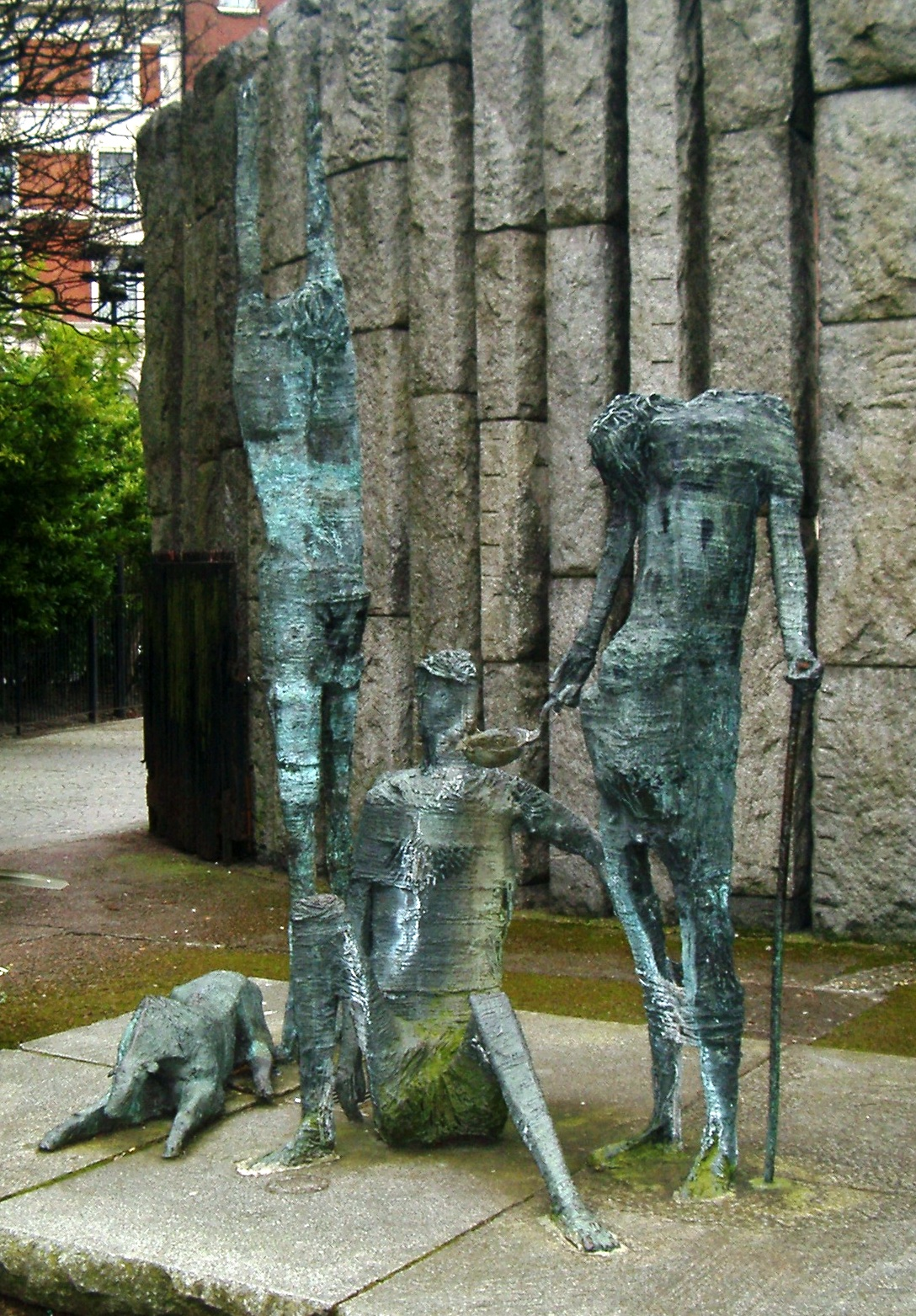
Mémorial à la famine de 1967.